# Виктор Гетманов
Виктор Гетманов (на руски: Виктор Гетманов) е съветски футболист. Почетен майстор на спорта на СССР (1963).

## Кариера
Гетманов прекарва детството си в Абхазия. След дипломирането си, заминава за Новочеркаск, където влиза в института и успешно завършва.
Юноша е на Буревестник Новочеркаск. От ранна възраст играе от дясната страна на фланга и в центъра на отбраната. През сезон 1961/62 (до юли) играе за Торпедо Таганрог. Забелязан е от треньора на СКА Ростов Виктор Маслов и е привлечен. От август 1962 г. е капитан на отбора до 1968 г.
През юли 1969 г. напуска, но от началото на 1970 г. до август 1972 г. отново играе в СКА Ростов.
Играч в националния отбор на СССР (1965-1966). Има 1 мач на Световното първенство срещу чилийския отбор през 1966 г.
След като приключва с футбол, работи като технолог в газовата индустрия.
В региона на Ростов на Дон от 2002 г. насам ежегодно се провежда зимен турнир в чест на футболиста „Купа на Гетманов“.